# Adobe PageMaker
PageMaker er et dtp-program fra Adobe Systems. Programmet blev oprindeligt udviklet af firmaet Aldus Corporation, og solgtes under navnet Aldus PageMaker. Efter fusionen mellem Aldus og Adobe fik programmet navnet Adobe PageMaker. Nu er programmet mere eller mindre udkonkurreret af det nyere Adobe InDesign.
| Software | Spire Denne artikel om software og programmering er en spire som bør udbygges. Du er velkommen til at hjælpe Wikipedia ved at udvide den. |